# 2 Heures d'Oschersleben FIA GT 2009
Navigation
Édition précédente
Les 2 Heures d'Oschersleben FIA GT 2009, disputées le 21 juin 2009 sur le circuit d'Oschersleben, sont la troisième manche du championnat FIA GT 2009.

## Course

### Classement de la course
| Pos. | Catégorie | N° | Écurie                                  | Pilotes                             | Châssis                     | Moteur                   | Pneus | Tours/Abandon |
| ---- | --------- | -- | --------------------------------------- | ----------------------------------- | --------------------------- | ------------------------ | ----- | ------------- |
| 1    | GT1       | 4  | PK Carsport                             | Mike Hezemans Anthony Kumpen        | Chevrolet Corvette C6.R     | Chevrolet LS7.R 7,0 L V8 | M     | 71            |
| 2    | GT1       | 1  | Vitaphone Racing Team                   | Andrea Bertolini Michael Bartels    | Maserati MC12 GT1           | Maserati 6,0 L V12       | M     | 71            |
| 3    | GT1       | 2  | Vitaphone Racing Team                   | Miguel Ramos Alex Müller            | Maserati MC12 GT1           | Maserati 6,0 L V12       | M     | 71            |
| 4    | GT1       | 3  | Selleslagh Racing Team                  | James Ruffier Bert Longin           | Chevrolet Corvette C6.R     | Chevrolet LS7.R 7,0 L V8 | M     | 71            |
| 5    | GT1       | 19 | Luc Alphand Aventures                   | Xavier Maassen Thomas Biagi         | Chevrolet Corvette C6.R     | Chevrolet LS7.R 7,0 L V8 | M     | 70            |
| 6    | GT1       | 40 | Marc VDS Racing Team                    | Bas Leinders Renaud Kuppens         | Ford GT                     | Ford 5,0 L V8            | M     | 70            |
| 7    | GT1       | 44 | Matech GT Racing                        | Thomas Mutsch (en) Marc Hennerici   | Ford GT                     | Ford 5,0 L V8            | M     | 70            |
| 8    | GT1       | 11 | Full Speed Racing Team                  | Stéphane Lémeret Luke Hines (en)    | Saleen S7-R                 | Ford 7,0 L V8            | P     | 69            |
| 9    | GT2       | 50 | AF Corse                                | Toni Vilander Gianmaria Bruni       | Ferrari F430 GTC            | Ferrari 4,0 L V8         | M     | 69            |
| 10   | GT2       | 80 | Hexis Racing AMR                        | Frédéric Makowiecki Stefan Mücke    | Aston Martin V8 Vantage GT2 | Aston Martin 4,5 L V8    | M     | 69            |
| 11   | GT2       | 55 | CRS Racing                              | Tim Mullen (en) Chris Niarchos      | Ferrari F430 GTC            | Ferrari 4,0 L V8         | M     | 68            |
| 12   | GT2       | 97 | Brixia Racing                           | Luigi Lucchini Martin Ragginger     | Porsche 911 GT3 RSR (997)   | Porsche 4,0 L Flat-6     | M     | 68            |
| 13   | GT1       | 35 | Nissan Motorsports Gigawave Motorsports | Michael Krumm Darren Turner         | Nissan GT-R GT1             | Nissan 5,6 L V8          | M     | 68            |
| 14   | GT1       | 14 | K plus K Motorsport                     | Karl Wendlinger Ryan Sharp          | Saleen S7-R                 | Ford 7,0 L V8            | M     | 67            |
| 15   | GT2       | 56 | CRS Racing                              | Andrew Kirkaldy Rob Bell            | Ferrari F430 GTC            | Ferrari 4,0 L V8         | M     | 67            |
| 16   | GT2       | 59 | Trackspeed Racing                       | Jörg Bergmeister David Ashburn      | Porsche 911 GT3 RSR (997)   | Porsche 4,0 L Flat-6     | M     | 66            |
| 17   | GT2       | 51 | AF Corse                                | Álvaro Barba Niki Cadei             | Ferrari F430 GTC            | Ferrari 4,0 L V8         | M     | 64            |
| 18   | GT2       | 78 | BMS Scuderia Italia                     | Kenneth Heyer Diego Romanini (en)   | Ferrari F430 GTC            | Ferrari 4,0 L V8         | M     | 63            |
| Abd. | GT1       | 13 | Full Speed Racing Team                  | Johnny Mowlem Ferdinando Monfardini | Saleen S7-R                 | Ford 7,0 L V8            | P     | 42            |
| Abd. | GT2       | 95 | PeCom Racing                            | Matías Russo Luís Pérez Companc     | Ferrari F430 GTC            | Ferrari 4,0 L V8         | M     | 18            |
| Abd. | GT2       | 77 | BMS Scuderia Italia                     | Paolo Ruberti Matteo Malucelli      | Ferrari F430 GTC            | Ferrari 4,0 L V8         | M     | 17            |
| Abd. | GT2       | 60 | Prospeed Competition                    | Emmanuel Collard Richard Westbrook  | Porsche 911 GT3 RSR (997)   | Porsche 4,0 L Flat-6     | M     | 16            |
| Abd. | GT1       | 18 | K plus K Motorsport                     | Adam Lacko (en) Mario Domínguez     | Saleen S7-R                 | Ford 7,0 L V8            | M     | 12            |
| Dsq. | GT2       | 61 | Prospeed Competition                    | Sean Edwards Marco Holzer           | Porsche 911 GT3 RSR (997)   | Porsche 4,0 L Flat-6     | M     | 69            |